# WTA Indian Wells

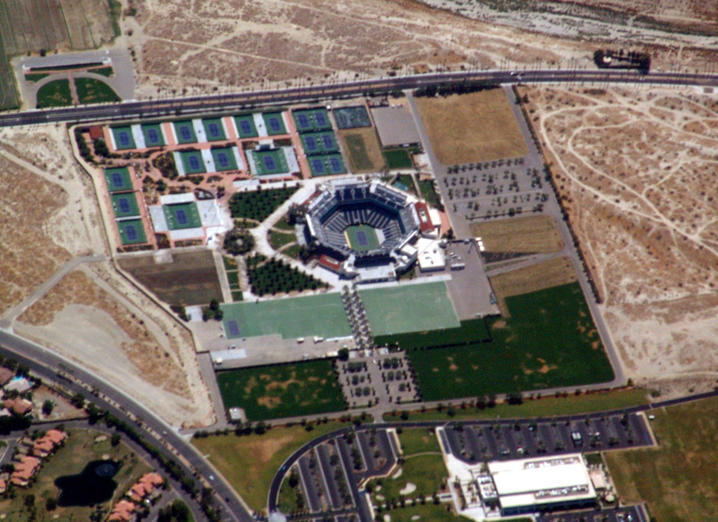
Die Tennisanlage von Indian Wells

Das WTA Indian Wells (offiziell BNP Paribas Open) ist ein Damen-Tennisturnier der WTA, das in Indian Wells, Kalifornien, auf Hartplatz ausgetragen wird. 1989 und 1991 wurde in Palm Springs gespielt. Seit 2009 hat das Turnier, das im Indian Wells Tennis Garden ausgetragen wird, die Kategorie Premier Mandatory. Seit 1996 wird es zeitgleich mit dem Indian Wells Masters Herrenturnier am selben Ort ausgetragen. 
Das WTA Indian Wells findet zeitlich unmittelbar vor dem WTA Miami statt. Der Gewinn beider Turniere wird als Sunshine Double bezeichnet.

## Siegerliste

### Einzel
| Jahr                             | Siegerin                          | Finalgegnerin                     | Ergebnis                          |
| -------------------------------- | --------------------------------- | --------------------------------- | --------------------------------- |
| ↓ Kategorie: Tier III ↓          |                                   |                                   |                                   |
| 1989                             | Manuela Maleewa                   | Jenny Byrne                       | 6:4, 6:1                          |
| ↓ Kategorie: Tier II ↓           |                                   |                                   |                                   |
| 1990                             | Martina Navratilova (1)           | Helena Suková                     | 6:2, 5:7, 6:1                     |
| 1991                             | Martina Navratilova (2)           | Monica Seles                      | 6:2, 7:6                          |
| 1992                             | Monica Seles                      | Conchita Martínez                 | 6:3, 6:1                          |
| 1993                             | Mary Joe Fernández (1)            | Amanda Coetzer                    | 3:6, 6:1, 7:6                     |
| 1994                             | Steffi Graf (1)                   | Amanda Coetzer                    | 6:0, 6:4                          |
| 1995                             | Mary Joe Fernández (2)            | Natallja Swerawa                  | 6:4, 6:3                          |
| 1996                             | Steffi Graf (2)                   | Conchita Martínez                 | 7:6, 7:6                          |
| ↓ Kategorie: Tier I ↓            |                                   |                                   |                                   |
| 1997                             | Lindsay Davenport (1)             | Irina Spîrlea                     | 6:2, 6:1                          |
| 1998                             | Martina Hingis                    | Lindsay Davenport                 | 6:3, 6:4                          |
| 1999                             | Serena Williams (1)               | Steffi Graf                       | 6:3, 3:6, 7:5                     |
| 2000                             | Lindsay Davenport (2)             | Martina Hingis                    | 4:6, 6:4, 6:0                     |
| 2001                             | Serena Williams (2)               | Kim Clijsters                     | 4:6, 6:4, 6:2                     |
| 2002                             | Daniela Hantuchová (1)            | Martina Hingis                    | 6:3, 6:4                          |
| 2003                             | Kim Clijsters (1)                 | Lindsay Davenport                 | 6:4, 7:5                          |
| 2004                             | Justine Henin-Hardenne            | Lindsay Davenport                 | 6:1, 6:4                          |
| 2005                             | Kim Clijsters (2)                 | Lindsay Davenport                 | 6:4, 4:6, 6:2                     |
| 2006                             | Marija Scharapowa (1)             | Jelena Dementjewa                 | 6:1, 6:2                          |
| 2007                             | Daniela Hantuchová (2)            | Swetlana Kusnezowa                | 6:3, 6:4                          |
| 2008                             | Ana Ivanović                      | Swetlana Kusnezowa                | 6:4, 6:3                          |
| ↓ Kategorie: Premier Mandatory ↓ |                                   |                                   |                                   |
| 2009                             | Wera Swonarjowa                   | Ana Ivanović                      | 7:6, 6:2                          |
| 2010                             | Jelena Janković                   | Caroline Wozniacki                | 6:2, 6:4                          |
| 2011                             | Caroline Wozniacki                | Marion Bartoli                    | 6:1, 2:6, 6:3                     |
| 2012                             | Wiktoryja Asaranka (1)            | Marija Scharapowa                 | 6:2, 6:3                          |
| 2013                             | Marija Scharapowa (2)             | Caroline Wozniacki                | 6:2, 6:2                          |
| 2014                             | Flavia Pennetta                   | Agnieszka Radwańska               | 6:2, 6:1                          |
| 2015                             | Simona Halep                      | Jelena Janković                   | 2:6, 7:5, 6:4                     |
| 2016                             | Wiktoryja Asaranka (2)            | Serena Williams                   | 6:4, 6:4                          |
| 2017                             | Jelena Wesnina                    | Swetlana Kusnezowa                | 6:76, 7:5, 6:4                    |
| 2018                             | Naomi Ōsaka                       | Darja Kassatkina                  | 6:3, 6:2                          |
| 2019                             | Bianca Andreescu                  | Angelique Kerber                  | 6:4, 3:6, 6:4                     |
| 2020                             | Aufgrund des Coronavirus abgesagt | Aufgrund des Coronavirus abgesagt | Aufgrund des Coronavirus abgesagt |
| ↓ Kategorie: 1000 ↓              |                                   |                                   |                                   |
| 2021                             | Paula Badosa                      | Wiktoryja Asaranka                | 7:65, 2:6, 7:62                   |
| 2022                             | Iga Świątek                       | Maria Sakkari                     | 6:4, 6:1                          |
| 2023                             | Jelena Rybakina                   | Aryna Sabalenka                   | 7:611, 6:4                        |
| 2024                             | Iga Świątek                       | Maria Sakkari                     | 6:4, 6:0                          |
| 2025                             | Mirra Andrejewa                   | Aryna Sabalenka                   | 2:6, 6:4, 6:3                     |

### Doppel
| Jahr                             | Siegerinnen                           | Finalgegnerinnen                          | Ergebnis                          |
| -------------------------------- | ------------------------------------- | ----------------------------------------- | --------------------------------- |
| ↓ Kategorie: Tier III ↓          |                                       |                                           |                                   |
| 1989                             | Hana Mandlíková Pam Shriver           | Rosalyn Fairbank Gretchen Magers          | 6:3, 6:74, 6:3                    |
| ↓ Kategorie: Tier II ↓           |                                       |                                           |                                   |
| 1990                             | Jana Novotná Helena Suková            | Gigi Fernández Martina Navratilova        | 6:2, 7:66                         |
| 1991                             | wegen Regens abgesagt                 |                                           |                                   |
| 1992                             | Claudia Kohde-Kilsch Stephanie Rehe   | Jill Hetherington Kathy Rinaldi           | 6:3, 6:3                          |
| 1993                             | Rennae Stubbs Helena Suková           | Ann Grossman Patricia Hy                  | 6:3, 6:4                          |
| 1994                             | Lindsay Davenport Lisa Raymond        | Manon Bollegraf Helena Suková             | 6:2, 6:4                          |
| 1995                             | Lindsay Davenport Lisa Raymond        | Larisa Neiland Arantxa Sánchez Vicario    | 2:6, 6:4, 6:3                     |
| 1996                             | Chanda Rubin Brenda Schultz-McCarthy  | Julie Halard-Decugis Nathalie Tauziat     | 6:1, 6:4                          |
| ↓ Kategorie: Tier I ↓            |                                       |                                           |                                   |
| 1997                             | Lindsay Davenport Natallja Swerawa    | Lisa Raymond Nathalie Tauziat             | 6:3, 6:2                          |
| 1998                             | Lindsay Davenport Natallja Swerawa    | Alexandra Fusai Nathalie Tauziat          | 6:4, 2:6, 6:4                     |
| 1999                             | Martina Hingis Anna Kurnikowa         | Mary Joe Fernández Jana Novotná           | 6:2, 6:2                          |
| 2000                             | Lindsay Davenport Corina Morariu      | Anna Kurnikowa Natallja Swerawa           | 6:2, 6:3                          |
| 2001                             | Nicole Arendt Ai Sugiyama             | Virginia Ruano Pascual Paola Suárez       | 6:4, 6:4                          |
| 2002                             | Lisa Raymond Rennae Stubbs            | Jelena Dementjewa Janette Husárová        | 7:5, 6:0                          |
| 2003                             | Lindsay Davenport Lisa Raymond        | Kim Clijsters Ai Sugiyama                 | 3:6, 6:4, 6:1                     |
| 2004                             | Virginia Ruano Pascual Paola Suárez   | Swetlana Kusnezowa Jelena Lichowzewa      | 6:1, 6:2                          |
| 2005                             | Virginia Ruano Pascual Paola Suárez   | Nadja Petrowa Meghann Shaughnessy         | 7:63, 6:1                         |
| 2006                             | Lisa Raymond Samantha Stosur          | Virginia Ruano Meghann Shaughnessy        | 6:2, 7:5                          |
| 2007                             | Lisa Raymond Samantha Stosur          | Chan Yung-jan Chuang Chia-jung            | 6:3, 7:5                          |
| 2008                             | Dinara Safina Jelena Wesnina          | Yan Zi Zheng Jie                          | 6:1, 1:6, [10:8]                  |
| ↓ Kategorie: Premier Mandatory ↓ |                                       |                                           |                                   |
| 2009                             | Wera Swonarjowa Wiktoryja Asaranka    | Gisela Dulko Shahar Peer                  | 6:4, 3:6, [10:5]                  |
| 2010                             | Květa Peschke Katarina Srebotnik      | Nadja Petrowa Samantha Stosur             | 6:4, 2:6, [10:5]                  |
| 2011                             | Sania Mirza Jelena Wesnina            | Bethanie Mattek-Sands Meghann Shaughnessy | 6:0, 7:5                          |
| 2012                             | Liezel Huber Lisa Raymond             | Sania Mirza Jelena Wesnina                | 6:2, 6:3                          |
| 2013                             | Jekaterina Makarowa Jelena Wesnina    | Nadja Petrowa Katarina Srebotnik          | 6:0, 5:7, [10:6]                  |
| 2014                             | Hsieh Su-wei Peng Shuai               | Cara Black Sania Mirza                    | 7:65, 6:2                         |
| 2015                             | Martina Hingis Sania Mirza            | Jekaterina Makarowa Jelena Wesnina        | 6:3, 6:4                          |
| 2016                             | Bethanie Mattek-Sands Coco Vandeweghe | Julia Görges Karolína Plíšková            | 4:6, 6:4, [10:6]                  |
| 2017                             | Chan Yung-jan Martina Hingis          | Lucie Hradecká Kateřina Siniaková         | 7:64, 6:2                         |
| 2018                             | Hsieh Su-wei Barbora Strýcová         | Jekaterina Makarowa Jelena Wesnina        | 6:4, 6:4                          |
| 2019                             | Elise Mertens Aryna Sabalenka         | Barbora Krejčíková Kateřina Siniaková     | 6:3, 6:2                          |
| 2020                             | Aufgrund des Coronavirus abgesagt     | Aufgrund des Coronavirus abgesagt         | Aufgrund des Coronavirus abgesagt |
| ↓ Kategorie: 1000 ↓              |                                       |                                           |                                   |
| 2021                             | Hsieh Su-wei Elise Mertens            | Weronika Kudermetowa Jelena Rybakina      | 7:61, 6:3                         |
| 2022                             | Xu Yifan Yang Zhaoxuan                | Asia Muhammad Ena Shibahara               | 7:5, 7:64                         |
| 2023                             | Barbora Krejčíková Kateřina Siniaková | Laura Siegemund Beatriz Haddad Maia       | 6:1, 63:7, [10:7]                 |
| 2024                             | Hsieh Su-wei Elise Mertens            | Storm Hunter Kateřina Siniaková           | 6:3, 6:4                          |
| 2025                             | Asia Muhammad Demi Schuurs            | Tereza Mihalíková Olivia Nicholls         | 6:2, 7:64                         |

## Sunshine Double
Das Sunshine Double ist eine Leistung im Tennis, die man erreicht, wenn man im selben Jahr die WTA-Turniere in Indian Wells und Miami gewinnt.

### Einzel
| Nr. | Spielerin          | Titel | Jahr(e)    |
| --- | ------------------ | ----- | ---------- |
| 1.  | Steffi Graf        | 2     | 1994, 1996 |
| 2.  | Kim Clijsters      | 1     | 2005       |
| 3.  | Wiktoryja Asaranka | 1     | 2016       |
| 4.  | Iga Świątek        | 1     | 2022       |

### Doppel
Team 
| Nr. | Paarung                       | Titel | Jahr(e)    |
| --- | ----------------------------- | ----- | ---------- |
| 1.  | Jana Novotná Helena Suková    | 1     | 1990       |
| 2.  | Lisa Raymond Rennae Stubbs    | 1     | 2002       |
| 3.  | Lisa Raymond Samantha Stosur  | 2     | 2006, 2007 |
| 4.  | Martina Hingis Sania Mirza    | 1     | 2015       |
| 5.  | Elise Mertens Aryna Sabalenka | 1     | 2019       |

 Einzelperson 
Diese Spielerinnen gewannen die Turniere mit unterschiedlichen Partnerinnen im selben Jahr.
| Nr. | Spielerin             | Titel | Jahr(e) |
| --- | --------------------- | ----- | ------- |
| 1.  | Natallja Swerawa      | 1     | 1997    |
| 2.  | Martina Hingis        | 1     | 1999    |
| 3.  | Bethanie Mattek-Sands | 1     | 2016    |

## Auszeichnungen
In den Jahren 1997, 2005, 2006, 2009 und 2014 bis 2017 wurde das Turnier von den Spielerinnen zum beliebtesten Turnier der Kategorie Premier Mandatory (bis 2008 Tier I) auf der WTA Tour gewählt.